# Пуэрта, Антонио
Анто́нио Хосе́ Пуэ́рта Пе́рес (исп. Antonio José Puerta Pérez; 26 ноября 1984, Севилья — 28 августа 2007, там же) — испанский футболист, защитник. Выступал за клуб «Севилья».

## Биография
В 1992 году Антонио начал тренироваться в детской команде «Севильи», 10 лет спустя начал играть за дубль. 19 сентября 2004 года левый защитник Антонио Пуэрта дебютировал в основном составе «Севильи» — его выпустили на замену в матче против «Леванте», который андалусийцы выиграли со счетом 3:0.
В ноябре 2004 года Пуэрта впервые вышел на поле в стартовом составе клуба и забил мяч в ворота «Нумансии». Тот матч «Севилья» проиграла со счётом 1:2.
С 2006 года Пуэрта начал регулярно выходить на поле в стартовом составе команды и сыграл за сезон 25 матчей. В апреле 2006 года он в дополнительное время забил победный мяч в ворота немецкого «Шальке» в полуфинале Кубка УЕФА. Месяц спустя он получил медаль за победу в Кубке УЕФА, хотя и не участвовал в финальном матче против английского «Мидлсбро», который «Севилья» выиграла со счётом 4:0.
В сезоне 2006/07 Пуэрта сыграл 46 матчей и помог «Севилье» завоевать бронзу чемпионата Испании.
7 октября 2006 года Антонио сыграл первую и единственную игру за сборную Испании против Швеции в отборе на Евро-2008 (поражение 0:2).
В мае 2007 года защитник отыграл все 120 минут финального матча Кубка УЕФА против «Эспаньола», который «Севилья» выиграла по пенальти.
В середине августа, перед стартом сезона 2007/08, появилась информация о желании мадридского «Реала» выкупить у севильцев Пуэрту с Дани Алвесом за 37 миллионов и Сисиньо.
25 августа 2007 года во время матча с «Хетафе» в первом туре чемпионата Испании-2007/08 Антонио стало плохо с сердцем. Антонио смог сам покинуть поле, но в раздевалке с ним случился ещё один приступ, после чего он был немедленно доставлен в одну из больниц Севильи. В больнице его состояние не улучшилось, и 28 августа в 14:30 по местному времени Антонио Пуэрта скончался.
Через два месяца после смерти футболиста его подруга Мар Рольдан родила сына Айтора Антонио в больнице «Sagrado Corazon». Одним из первых молодую мать поздравил президент «Севильи» Хосе Мария дель Нидо. Айтор Антонио стал обладателем пожизненного абонемента на стадион «Рамон Санчес Писхуан». Кроме того, Пуэрта-младший унаследовал от отца 16-й номер клуба.
Утверждалось, что если Пуэрто-младший не станет футболистом, то эта цифра в «Севилье» будет навечно закреплена, однако по законам Королевской испанской футбольной федерации закрепление номеров могло быть по желанию только после 25-го номера (номера с 1 по 25 предоставлялись действующим игрокам). Таким образом, некоторое время под номером 16 играл Денис Черышев.
Во время церемоний награждения сборной Испании по футболу золотыми медалями Евро-2008, Евро-2012, а также чемпионата мира 2010 защитник испанцев Серхио Рамос получал награду и праздновал победу с командой в майке с изображением Пуэрты и надписью: «Всегда с нами».

## Титулы
- Обладатель Кубка УЕФА (2): 2005/06, 2006/07
- Обладатель Суперкубка УЕФА (1): 2006
- Обладатель Кубка Испании (1): 2006/07
- Обладатель Суперкубка Испании (1): 2007